# Поморско министарство Руске Империје
Поморско министарство Руске Империје (рус. Морское министерство Российской Империи) је било министарство одговорно за поморску управу у Руској Империји.

## Историјат
Министарство је основано 1802. године под називом Министарство поморских снага (рус. Министерство морских сил). Назив Поморско министарство (рус. Морское министерство) је добило 1815. године.
У почетку, у саставу министарства је била основана Војна канцеларија за морнарицу (1802) и Департман министра поморских снага (1803). Године 1805, Главна адмиралитетска управа је била подијељена на Адмиралитетски колегијум и Адмиралитетски департман, који су затим били присаједињени министарству. Министар поморских снага је био по положају предсједавајући Адмиралитетског колегијума.
Године 1804, био је основан Генерални војни суд за морнарицу, али је био ускоро укинут. Његове функције је преузео, између осталих, општи Генерал-аудиторијат за поморске и копнене оружане снаге, у којем су били присутни двојица чланова из поморског ресора. Године 1812, основани су Аудиторијатски департман и Главна медицинска управа поморског ресора, за коју је био задужен генерал-штаб-доктор с помоћником, и генерал-штаб-љекар.
Године 1821, у оквирима морског ресора, основана је Управа начелника штаба за поморску јединицу.
Године 1827. и 1828, Управа морског ресора је била подијељена на двије самосталне јединице: Поморски штаб Његовог императорског величанства, с начелником штаба на челу, који је 1831. године преименован у Главни поморски штаб, и Поморско министарство, потчињено министру. Године 1836, обе јединице су биле сједињене у једну установу под називом Поморско министарство.
Од 1855, Поморско министарство је било потчињено генерал-адмиралу, којем је помагао управник Поморског министарства. Тада је нове надлежности добио и Адмиралитетски савјет, који је раније био савјетодавни орган, а од тада је постао највиши самостални орган за економске послове.
Године 1860, утврђено је ново петогодишње устројство министарства, које се примјењивало све до 1885. године. Према њему, генерал-адмирал је био главни начелник морнарице и поморског надлештва с правима министра, али економском јединицом је руководио управник Поморског министарства. У саставу министарства се налазила канцеларија, а затим и инспекторски, бродограђевински, комесаријатски и хидрографски департмани, бродограђевински, технички и поморски школски комитети, артиљеријске, грађевинске и медицинске управе.
Године 1867, била је спроведена нова реформа: генерал-адмирал је постао руководилац само поморске управе, а управник Поморског министарства је руководио министарством с правима министра. С повећањем власти главних командира и лучких управа, функције централних економских органа су се умањиле; на основу тога, бродограђевински и комесаријатски департмани, артиљерсијске и грађевинске управе су биле укинуте и умјесто њих је основан Поморски технички комитет, у чији састав су ушла претходна три укинута комитета (бродограђевински, технички и поморски школски).
Године 1884, отпочело се с израдом нове уредбе о управи поморског ресора. Дана 3. јуна 1885. године била је утврђена нова уредба, која је остала на снази до почетка 20. вијека. На челу министарства је стајао главни начелник морнарице и поморског ресора (генерал-адмирал), који је имао сљедећа права и дужности: био је потчињен непосредном Његовом царском величанству и предсједавао је Адмиралитетским савјетом. Управник Морског министарства, иако није дјеловао самостално, имао је општа права министра. Био је потпредсједник Адмиралитетског савјета.
Године 1905, послије пораза у Руско-јапанском рату, била је спроведена реформа министарстава. Дана 2. јуна 1905, генерал-адмирал је био ослобођен дужности главног начелника морнарице и морског ресора и 29. јуна је био именован поморски министар, који је имао једнака права као и сви други министри. Априла 1906, био је образован Поморски генерални штаб. Истовремено је била укинута оперативна управа при Главном поморском штабу. Поморски генерални штаб је био потчињен министру, али његов начелник је имао право подношења извјештаја императору у присуству поморског министра.
Послије 1917, бољшевичка власт је укинула Поморско министарство.

## Генерал-адмирали
- велики кнез Константин Николајевич (1855—1881);
- велики кнез Алексеј Александрович (1881—1905).